# Natać Mała
Natać Mała (do 1938 r. niem. Klein Nattatsch, 1938–1945 Kleinseedorf) – wieś w Polsce położona w województwie warmińsko-mazurskim, w powiecie nidzickim, w gminie Nidzica. W latach 1975–1998 miejscowość administracyjnie należała do województwa olsztyńskiego.
Jest to miejscowość głównie turystyczna. Większość powierzchni zajmują domki letniskowe. Wieś jest położona bezpośrednio nad jeziorem Omulew w lesie należącym do kompleksu wielkich Lasów Napiwodzkich.
Kompleks wypoczynkowy stanowią głównie drewniane domki 2-6 osobowe. Jest jedna plaża z miejscami na ogniska, boisko do plażówki oraz wiele pomostów. Drogi tylko gruntowe, brak wyznaczonych parkingów. Plaża piaszczysta, dno jeziora piaszczysto-muliste. Dawniej jezioro było popularne wśród wędkarzy, obecnie już coraz ciężej złowić większą rybę. Klasa czystości - II. W lasach znajduje się duża liczba umocnień z II wojny światowej.

## Historia
Wieś powstała w XVIII wieku w ramach osadnictwa szkatułowego. W XIX wieku z miejscowości wydzielano Natać Wielką. W 1818 r. w Nataci Małej były 22 domy i 109 mieszkańców. W 1858 r. obszar wsi obejmował 766 morgów ziemi. W 1871 r. we wsi było 7 domów z 47 mieszkańcami. W 1895 r. we wsi mieszkało 47 osób a w 1933 - 45 osób. Pastor z Kurek relacjonował, że we wsi nie ma ani jednej "duszy niemieckiej", a jedynie 34 polskie i 15 polsko-niemieckich.
Zobacz też: Natać Wielka